# Markus Halsti
Markus Olof Halsti (Helsinki, 19 marzo 1984) è un ex calciatore finlandese, di ruolo difensore.

## Palmarès

### Club

#### Competizioni nazionali
- Campionato svedese: 3

Malmö FF: 2010, 2013, 2014
- Supercoppa di Svezia: 2

Malmö FF: 2013, 2014
- Campionato danese: 1

Midtjylland: 2017-2018
- Coppa di Finlandia: 1

HJK: 2020
- Campionato finlandese: 1

HJK: 2020